# 제15회 EBS 국제다큐영화제
제15회 EBS 국제다큐영화제는 2018년 8월 20일에 열린 시상식이다.

## 수상 및 후보

### 대상
- 멀리 개 짖는 소리가 들리고 - 시몬 레렝 빌몽 수상

### 다큐멘터리 고양상
- 스트롱거 댄 블렛 - 마리암 에브라히미 수상

### 심사위원 특별상
- 불멸의 샤먼 - 위 광이 수상

### 시청자 관객상
- 구르는 돌처럼 - 박소현 수상

### 월드비전 특별상
- 실크로드의 아이들 - 젠스 J.V. 페데르센 수상

### 모바일 단편 경쟁 최우수상
- 환영의 도시 - 정한 수상

### 모바일 단편 경쟁 우수상
- 하루 - 유현정 외 2명 수상
- 하루를 견디지 못하는 것들 - 이채영 수상

### 페스티벌 초이스
- 오 나의 블리스 - 나우루즈 파귀도폰
- 전쟁전야 - 잔 게버트
- 스트롱거 댄 블렛 - 마리암 에브라히미
- 마지 도리스 - 욘 블로헤드
- 솔져 - 마누엘 아브라모비치
- 내 어머니의 편지 - 세르주 지구에르
- 엄마는 왜 아들을 쏘았나 - 시네이드 오셔
- 모리야마 씨 - 일라 베카 외 1명
- 멀리 개 짖는 소리가 들리고 - 시몬 레렝 빌몽
- 구르는 돌처럼 - 박소현
- 불멸의 샤먼 - 위 광이

### 다시 보는 EIDF
- 티 타임 - 마이테 알베르디
- 푸지에 - 야마다 카즈야
- 집으로 가는 기차 - 리신 판
- 데이빗 린치: 아트 라이프 - 존 구옌 외 2명
- 버블 패밀리 - 마민지

### 한국 다큐멘터리 파노라마
- 영화과를 졸업한 언니들과 나 - 허윤수
- 샤먼 로드 - 최상진
- 수퍼 디스코 - 이주호
- B급 며느리 - 선호빈

### 월드 쇼케이스
- 마지막 벌목꾼 - 위 광이
- 한계상황 - 마르타 프루스
- 모든 것의 이면 - 밀라 튜라릭
- 그날 밤 - 스테펀 스트랜드버그
- 코끼리와 바나나 - 애슐리 벨
- 리틀 트럼펫 보이 - 찰스 오피서
- 제인 - 브렛 모겐
- 내 안의 너 - 난푸 왕
- 가족 비디오 - 창 융
- 어 굿 맨 - 밥 허쿨즈 외 1명
- 지뢰제거반 - 호기르 히로리 외 1명
- 즐라탄 이브라히모비치의 비밀 - 프레드릭 게르튼 외 1명
- 타지마할 호텔로의 귀환 - 카리나 모리에르
- 보이콧 1963 - 고든 퀸
- 306 할리우드 - 엘란 보가린 외 1명

### 아시아의 오늘
- 말더듬이 발라드 - 장 난
- 헤비메탈 정치인 - 마르코 윔즈
- 14개의 사과 - 미디 지

### 키즈 다큐
- 수도원 아이들 - 강위치
- 리틀 파이어 - 니키 마스
- 레노와 엔젤피쉬 - 샤미라 라파엘라
- 실크로드의 아이들 - 말이 좋아 - 젠스 J.V. 페데르센
- 실크로드의 아이들 - 음악은 나의 운명 - 젠스 J.V. 페데르센
- 실크로드의 아이들 - 해변 위의 인생 - 젠스 J.V. 페데르센
- 실크로드의 아이들 - 무중력 소녀 - 젠스 J.V. 페데르센
- 실크로드의 아이들 - 푸남의 행운 - 젠스 J.V. 페데르센
- 아버지와 아들 - 타달 델키

### 도시와 건축
- 자하 하디드를 추모하며 - 카린 로이
- 시바티에서의 마지막 나날들 - 헨드릭 두솔리에
- 아파트 생태계 - 정재은
- 비아르케 잉엘스의 위대한 도전 - 카스파 아스트럽 슈뢰더

### 나의 삶, 나의 예술
- 타샤 튜더 - 마츠타니 미츠에
- 라구 라이의 사진 인생 - 아바니 라이
- 황태자 디벅 - 엘위라 니위라 외 1명
- 댄싱 베토벤 - 아란차 아기레

### 올드 앤 영
- 영 솔리튜드 - 클레르 시몽
- 인생의 황혼 - 야세민 삼데렐리
- 단지의 마지막 주민들 - 스기모토 아키코
- 올모스트 데어 - 자클린 쥔트

### EIDF - 모바일 단편 경쟁
- 팔팔스패밀리 - 문시윤
- 여름 손님 죽이기 - 최윤영
- 서울 투 부산 - 김지현
- 하루를 견디지 못하는 것들 - 이채영
- 하루 - 유현정 외 2명
- Free! - 박군제
- 환영의 도시 - 정한
- 시민의식 - 지웅배
- 메이페어 201호 - 박민영

### 허스토리: 세상과 맞서다
- 왈라의 선택 - 크리스티 갈랜드
- 항구의 여인 - 션 왕
- 아말 - 모마헤드 시암